# Première Nation de Hollow Water
La Première Nation de Hollow Water est une bande indienne de la Première Nation anishinaabe du Manitoba au Canada. Elle possède une réserve, Hole Water 10 ou Hollow Water 10, située à 190 km au nord de Winnipeg sur la côte est du lac Winnipeg. En février 2009, elle avait une population totale enregistrée de 1 620 membres dont 1 021 vivaient sur la réserve. Elle est signataire du Traité 5.

## Géographie
La Première Nation de Hollow Water possède une réserve : Hole Water 10 ou Hollow Water 10. Celle-ci a une superficie de 1 662,9 hectares et est située sur la côte est du lac Winnipeg à 190 km au nord de Winnipeg.

## Gouvernement
La Première Nation de Hollow Water est gouvernée par un conseil élu composé d'un chef et de quatre conseillers.

## Annexe